# Sách Abraham

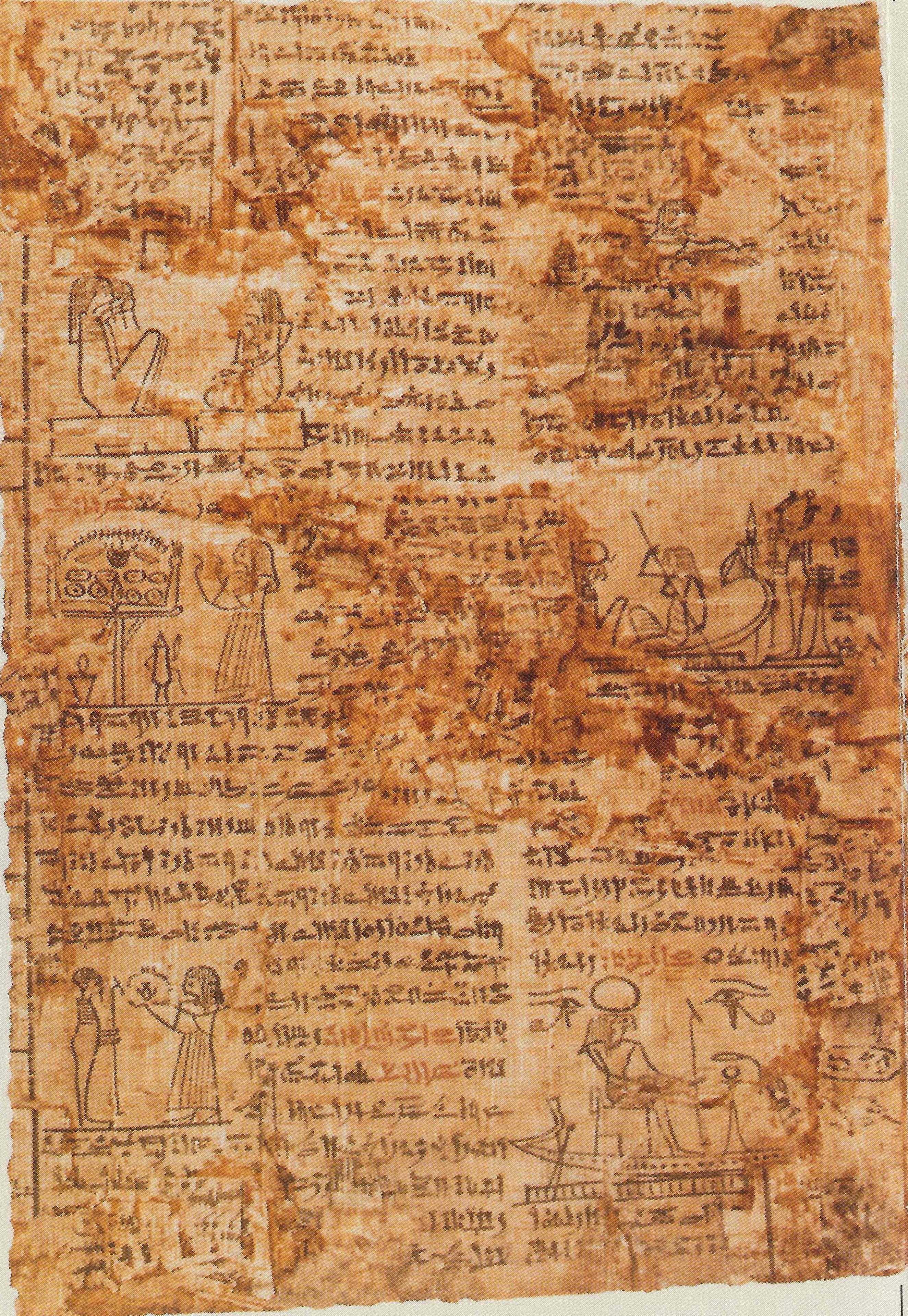
Cuộn giấy cói có chép về Sách Abraham

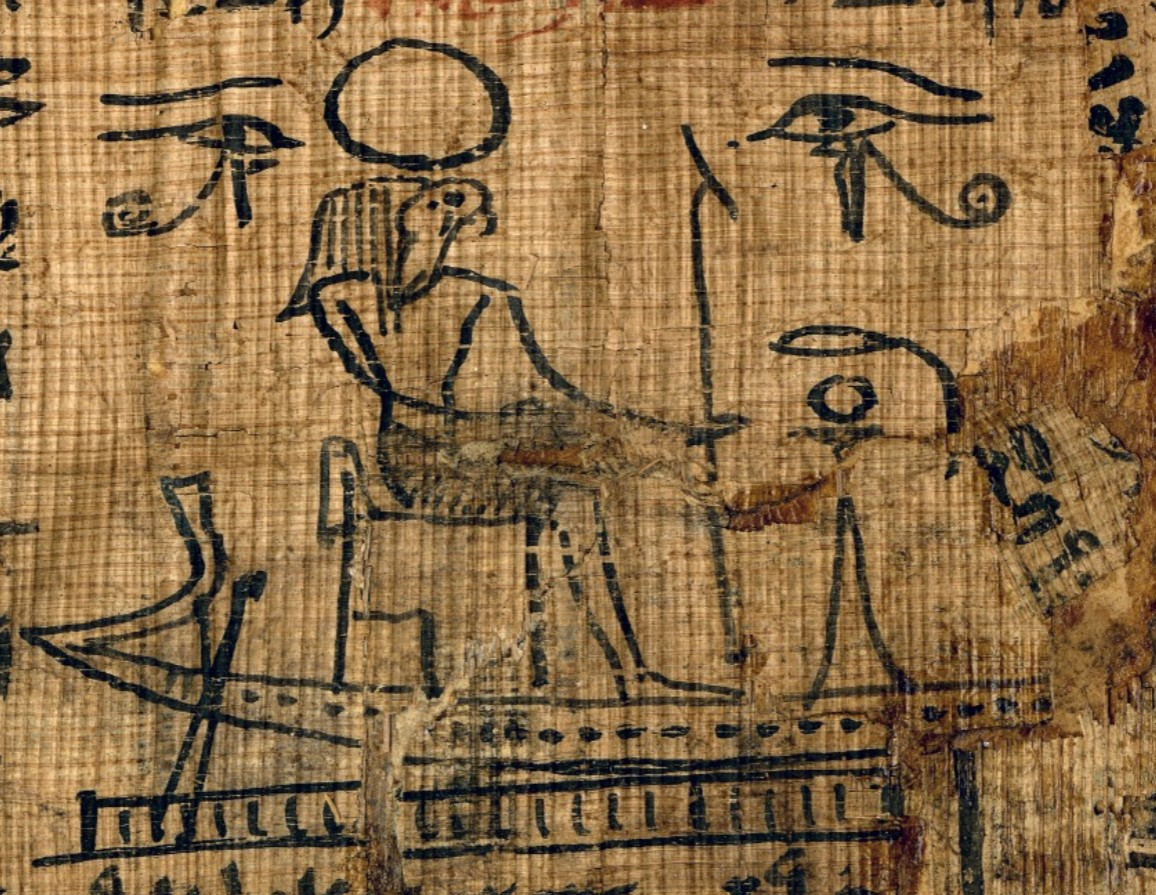
Các ký tự chi tiết trong sách Abraham

Sách Abraham (Book of Abraham) là văn bản tôn giáo của giáo phái Mặc Môn giáo gồm một tập hợp các tác phẩm được cho là từ một số cuộn giấy cói Ai Cập được phát hiện vào đầu thế kỷ XIX trong chuyến thám hiểm khảo cổ của Antonio Lebolo. Các thành viên của Giáo hội Các Thánh hữu Ngày sau của Chúa Giê Su Ky Tô (Giáo hội LDS) đã mua các cuộn giấy từ một cuộc triển lãm về xác ướp và du hành vào ngày 3 tháng 7 năm 1835, để được Joseph Smith dịch sang tiếng Anh Theo Smith, cuốn sách này là "bản dịch của một số ghi chép cổ... có ý là tác phẩm của Abraham khi ông ở Ai Cập, được gọi là Sách của Abraham, do chính tay ông viết trên giấy cói". Smith cho biết cuộn giấy cói này mô tả cuộc sống ban đầu của Abraham (vị tổ phụ của người Do Thái và người Ả rập) và chuyến du hành của ông đến Canaan và Ai Cập cũng như tầm nhìn của ông về vũ trụ và sự sáng tạo ra vũ trụ.
Các tín nhân của Hội Thánh Hữu Ngày Sau tin rằng tác phẩm này là kinh thánh được thần linh soi dẫn, được xuất bản như một phần của cuốn Trân châu Vô giá (Pearl of Great Price) từ năm 1880. Do đó, cuốn Sách Abraham tạo thành nền tảng giáo lý cho Giáo hội LDS và các giáo phái theo trào lưu chính thống Mặc Môn giáo, mặc dù các nhóm khác, chẳng hạn như Cộng đồng của Chúa Kitô không coi đó là một văn bản thánh thư có ngôn ngữ thiêng liêng. Cuốn sách chứa đựng một số học thuyết độc nhất của đạo Mặc Môn chẳng hạn như ý tưởng rằng Chúa đã tổ chức ra các yếu tố vĩnh cửu để tạo ra vũ trụ (thay vì tạo ra nó từ hư vô - Creatio ex nihilo), tiềm năng tôn vinh loài người, tiền kiếp về sự tồn tại trước khi chết, đẳng cấp thứ nhất và thứ hai, và sự đa dạng của các vị thần.
Cuốn sách Abraham bằng giấy cói này được cho là đã bị thất lạc trong trận hỏa hoạn lớn ở Chicago năm 1871. Tuy nhiên, vào năm 1966, một số mảnh giấy cói đã được tìm thấy trong kho lưu trữ của Bảo tàng Nghệ thuật Metropolitan ở New York và trong kho lưu trữ của Giáo hội LDS. Hiện nay chúng được gọi là Giấy cói Joseph Smith. Sau khi được các nhà Ai Cập học chuyên nghiệp kiểm tra (kể cả những văn bản Mặc Môn và những nơi khác), những mẩu giấy này được xác định là một văn tự biên chép về tang lễ của người Ai Cập, bao gồm ghi chép về hơi thở của HôrRitner 2013, tr. 6 (كتاب التنفس) và "Quyển sách của cái chết" (gọi là Tử thư Ai Cập), cùng những văn bản khác. Mặc dù một số nhà biện hộ Mặc Môn bảo vệ tính xác thực của Sách Áp-ra-ham, nhưng không có học giả nào khác coi đó là một văn bản cổ xưa. Sau này nhiều nhà nghiên cứu đã đặt nghi vấn về tính xác thực của văn bản này và việc biên dịch có chủ ý của Joseph Smith.

## Biên dịch

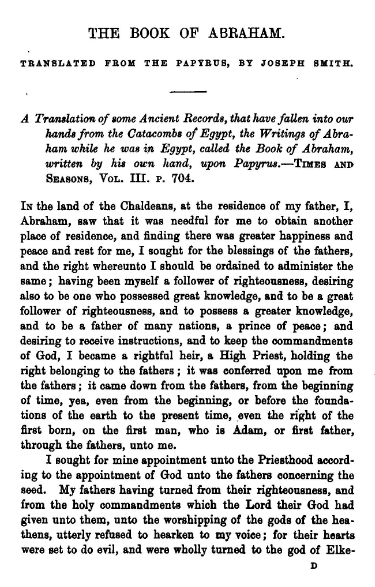
Trang đầu của bản dịch tiếng Anh từ cuốn sách Abraham

Hệ thống chữ viết Ai Cập cổ đại từng là chủ đề hấp dẫn trong nhiều thế kỷ, thu hút sự chú ý của các học giả muốn tìm hiểu các ký hiệu. Khi Bia đá Rosetta một di tích cổ được phát hiện vào năm 1799, có cùng thông điệp được viết bằng tiếng Ai Cập cổ đại và bảng chữ cái Hy Lạp, cho phép hiểu biết toàn diện lần đầu tiên về người Ai Cập cổ đại trong thời hiện đại. Tuy nhiên, vào thời điểm Smith bắt đầu nỗ lực thì tấm bia đá Rosetta vẫn chưa được hiểu đầy đủ. Phải đến những năm 1850 mới có sự đồng thuận rộng rãi về mặt học thuật về cách dịch chữ viết Ai Cập cổ đại. Từ tháng 7 đến tháng 11 năm 1835, Smith bắt đầu "dịch bảng chữ cái sang Sách của Áp-ra-ham và sắp xếp ngữ pháp của ngôn ngữ Ai Cập như người xưa đã thực hành" Khi làm vậy, Smith đã hợp tác chặt chẽ với Cowdery và Phelps..
Kết quả của nỗ lực dịch thuật này là một bộ sưu tập các tài liệu và bản thảo mà ngày nay được gọi là các giấy tờ của người Ai Cập ở Kirtland. Một trong những bản thảo này là một cuốn sách đóng bìa có tựa đề đơn giản là "Ngữ pháp & A[l]phabet của Ngôn ngữ Ai Cập", trong đó có những diễn giải của Smith về các chữ tượng hình Ai Cập. Phần đầu tiên của cuốn sách tập trung gần như hoàn toàn vào việc giải mã các ký tự Ai Cập và phần thứ hai đề cập đến một dạng thiên văn học được cho là do người Ai Cập cổ đại thực hiện. Phần lớn nội dung trong cuốn sách không phải do Smith viết mà là do một người ghi chép ghi lại những gì Smith đã nói. Bản thảo "Bảng chữ cái tiếng Ai Cập" đặc biệt quan trọng vì nó minh họa cách Smith cố gắng dịch giấy cói. Đầu tiên, các ký tự trên giấy cói được phiên âm sang phía bên trái của cuốn sách. Tiếp theo, một giả thuyết về âm thanh của các biểu tượng đã được nghĩ ra. Cuối cùng, một cách giải thích bằng tiếng Anh của biểu tượng đã được nêu lên. Bản dịch giấy cói tiếp theo của Smith có dạng năm "cấp độ" giải thích, mỗi cấp độ đại diện cho một cấp độ giải thích sâu sắc hơn và phức tạp hơn.
Khi dịch cuốn sách, Smith đã viết chính tả, còn Phelps, Warren Parrish và Frederick G. Williams đóng vai trò là người ghi chép. Những lời kể của nhân chứng về cách dịch giấy cói rất ít và mơ hồ. Warren Parish, người thư ký biên chép của Joseph Smith vào thời điểm dịch thuật đã viết vào năm 1838 sau khi ông rời giáo hội: "Tôi đã ở bên cạnh ông ấy và viết ra bản dịch chữ tượng hình Ai Cập [sic] như ông ấy tuyên bố đã nhận được nó từ nguồn cảm hứng trực tiếp từ Thiên đường". Wilford Woodruff và Parley P. Pratt đã tiết lộ trực tiếp rằng Urim và Thummim đã được sử dụng làm công cụ để dịch cuốn sách này. Một người không phải là thành viên của giáo hội đã nhìn thấy các xác ướp ở Kirtland đã nói về tình trạng của giấy cói và quá trình dịch thuật: Những hồ sơ này đã bị xé ra do được lấy ra khỏi cuộn thuốc ướp xác chứa chúng, và một số phần đã bị mất hoàn toàn nhưng Smith phải dịch toàn bộ bằng nguồn cảm hứng thiêng liêng, và những gì đã bị mất mát, giống như giấc mơ của Nebuchadnezzar, cũng có thể được giải thích như những gì đã bị mất sẽ được bảo tồn.

## Nội dung
Sách Áp-ra-ham kể câu chuyện về cuộc đời của Áp-ra-ham, du hành đến Ca-na-an và Ai Cập, cũng như khải tượng mà ông nhận được liên quan đến vũ trụ, một sự tồn tại trước khi chết và sự sáng tạo thế giới. Mặc dù bối cảnh nước Mỹ thế kỷ XIX xung quanh bản dịch giấy cói của Smith đầy rẫy tính chất Ai Cập, bản thân Sách Áp-ra-ham không hàm chứa những từ ngữ phổ biến gắn liền với Ai Cập cổ đại, chẳng hạn như xác ướp hoặc kim tự tháp và nội dung của nó thay vào đó "phát triển từ Kinh thánh". Gần một nửa nội dung trong Sách Áp-ra-ham cho thấy sự phụ thuộc vào Sách Sáng thế Phiên bản vua James. Smith giải thích những điểm tương đồng bằng cách lập luận rằng khi Moses viết Sáng thế ký, ông đã sử dụng Sách Áp-ra-ham làm hướng dẫn, tóm tắt và cô đọng ở những chỗ ông thấy phù hợp. Như vậy, vì Môi-se đang nhớ lại cuộc đời của Áp-ra-ham nên phiên bản của ông ở ngôi thứ ba, trong khi Sách Áp-ra-ham, được viết bởi tác giả chính của nó, được sáng tác ở ngôi thứ nhất (tương tự như cuốn sách Nê Phi thứ nhất do chính Nê Phi là tác giả thuật lại).

## Chỉ trích

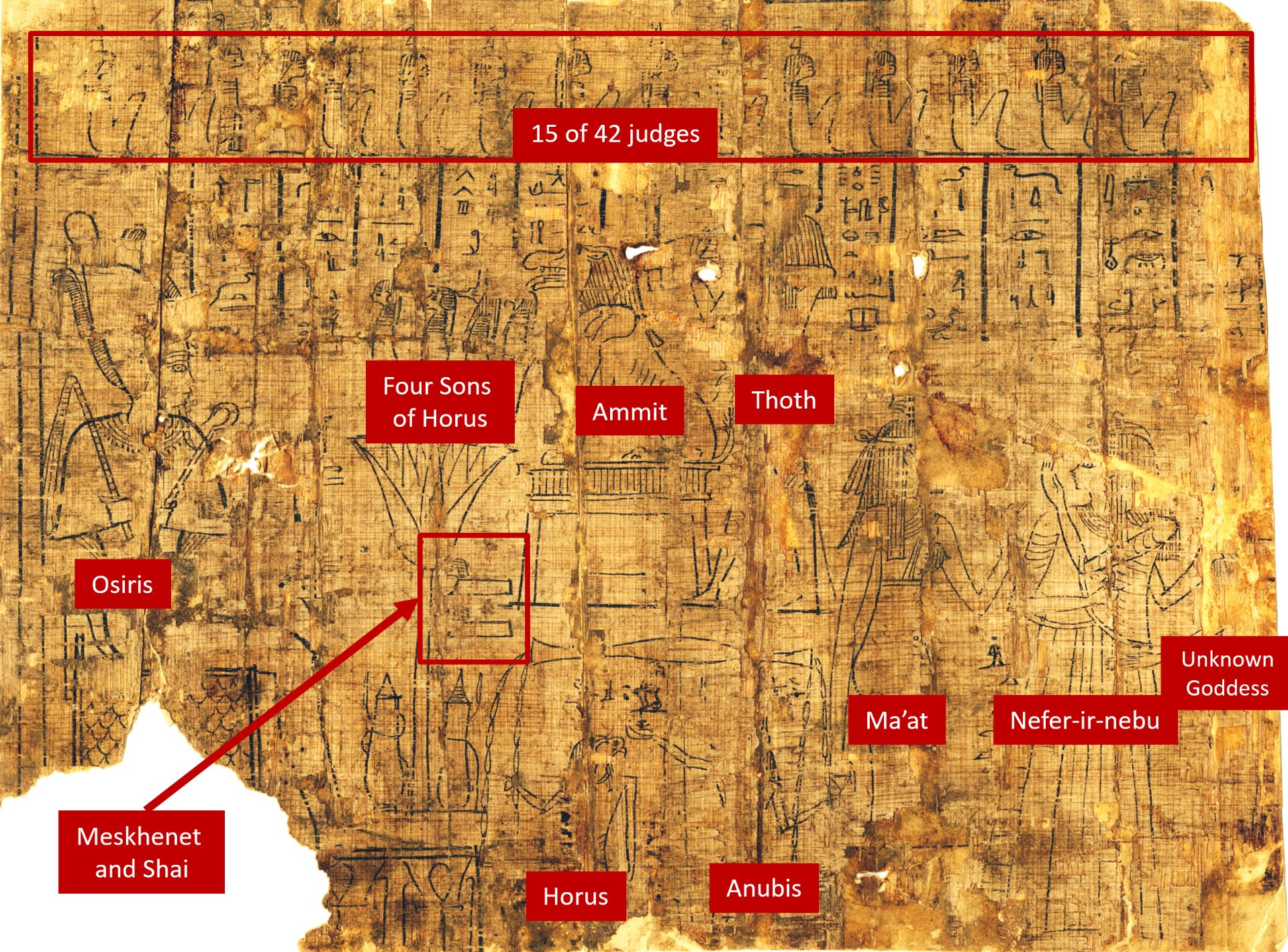
Phân tích sách Tử thư Ai Cập

Kể từ khi được xuất bản vào năm 1842, Sách Áp-ra-ham đã là nguồn gây tranh cãi. Các nhà Ai Cập học không theo đạo Mặc Môn, bắt đầu từ cuối thế kỷ XIX đã không đồng ý với lời giải thích của Joseph Smith về các bản văn. Họ cũng khẳng định rằng những phần giấy cói bị hư hỏng đã được tái tạo lại không chính xác. Năm 1912, cuốn sách Joseph Smith, Jr., As a Translator được xuất bản, chứa đựng những lời bác bỏ các bản dịch của Smith. Những người phản bác bao gồm Archibald Sayce, Flinders Petrie, James Henry Breasted, Arthur Cruttenden Mace, John Punnett Peters, C. Mercer, Eduard Meyer và Friedrich Wilhelm von Bissing. Cuộc tranh cãi ngày càng gia tăng vào cuối những năm 1960 khi các phần của cuộn giấy cói Joseph Smith được tìm thấy. Bản dịch giấy cói của cả các nhà Ai Cập học Mặc Môn và không theo Mặc Môn không khớp với văn bản của Sách Áp-ra-ham như được Joseph Smith dịch có chủ đích. Thật vậy, văn bản được phiên âm từ giấy cói và bản sao được phục hồi được xuất bản trong Sách Áp-ra-ham không có tài liệu tham khảo trực tiếp nào về lịch sử hoặc văn bản về Áp-ra-ham và tên của Áp-ra-ham không xuất hiện ở bất cứ đâu trong giấy cói hoặc bản tái tạo.
Edward Ashment lưu ý rằng: Dấu hiệu mà Smith đồng nhất với Abraham [...] không gì khác hơn là phiên bản chữ tượng của [...] chữ 'w' trong tiếng Ai Cập. Nó không có mối quan hệ về mặt ngữ âm hoặc ngữ nghĩa với  Smith's] 'À-broam. Nhà Ai Cập học tại Đại học Chicago Robert K.Ritner đã kết luận vào năm 2014 rằng nguồn gốc của Sách Áp-ra-ham  bị Joseph Smith hiểu sai và dịch sai và những giấy cói khác là những tài liệu tang lễ phổ biến của người Ai Cập như Quyển sách của cái chết. Các bản thảo gốc của Sách Áp-ra-ham đã được Jerald Tanner quay vi phim (chiếu chi tiết) vào năm 1966, cho thấy các phần của Giấy cói Joseph Smith và các bản dịch có mục đích của chúng thành Sách Áp-ra-ham. Ritner kết luận, trái ngược với quan điểm của LDS, do các vi phim được xuất bản trước khi phát hiện lại cuộn giấy cói Joseph Smith, rằng không đúng khi nói rằng không có lời kể nhân chứng nào về bản dịch còn sót lại, rằng Sách Áp-ra-ham là "được xác nhận là một phát minh có lẽ có ý nghĩa tốt nhưng sai lầm của Joseph Smith" và "mặc dù nó không xác thực như một câu chuyện lịch sử chân thực, Sách Áp-ra-ham vẫn là một bằng chứng có giá trị về lịch sử tôn giáo thời kỳ đầu của Hoa Kỳ và việc sử dụng các văn bản cổ như nguồn thông tin đức tin và suy đoán tôn giáo hiện đại".